# 罗通达广场

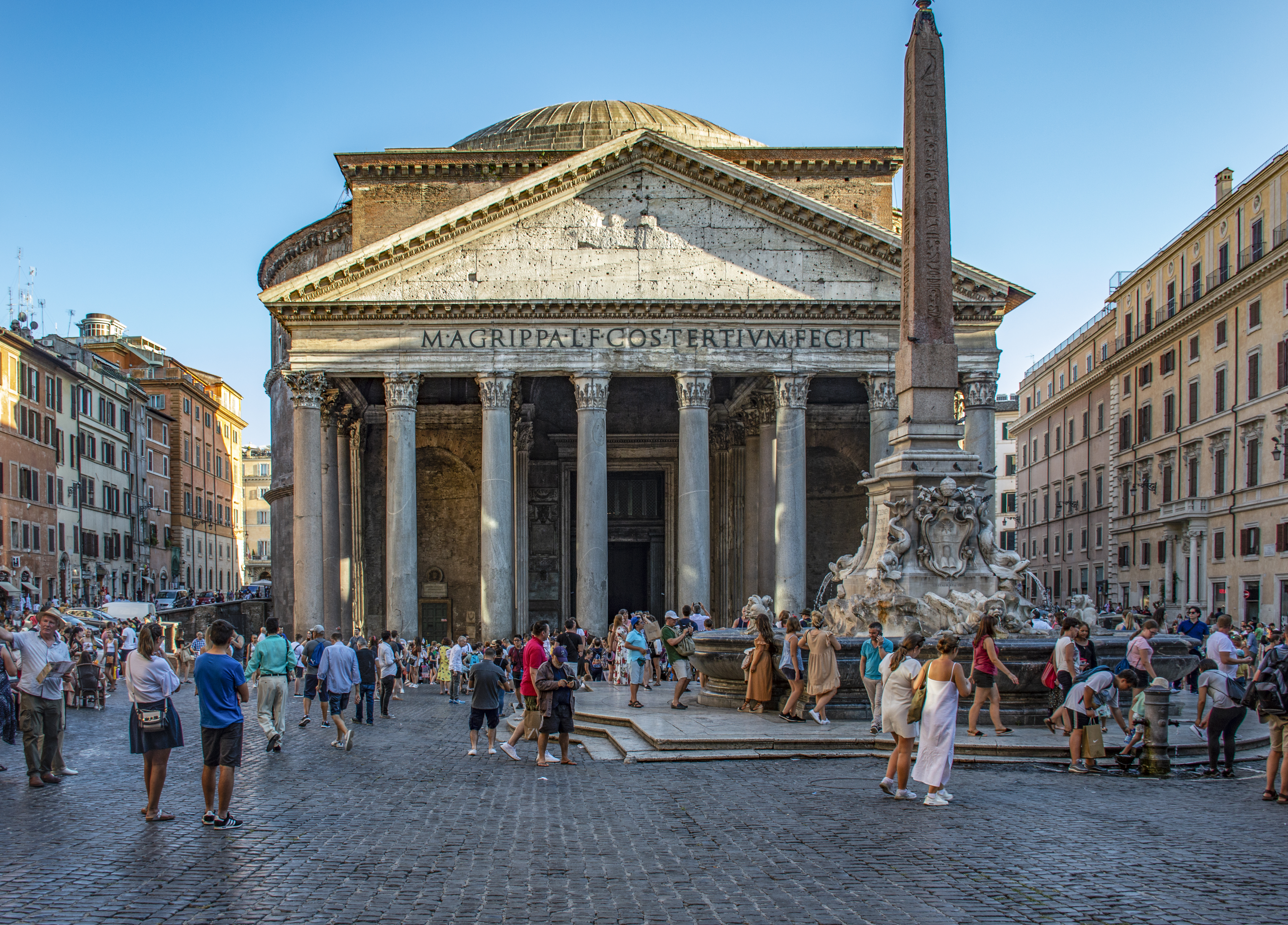
罗通达广场

罗通达广场（Piazza della Rotonda）是意大利罗马的一个广场，大致呈长方形，从北到南约60米，东西40米，中间是喷泉和方尖碑，其南侧是著名的万神庙。
广场的名字来自万神庙，在公元7世纪被改建成基督教堂，正式名称为圣母与诸殉道者教堂（Santa Maria ad Martyres），另有一个非正式名称罗通达圣母堂（Santa Maria Rotonda）。

## 历史

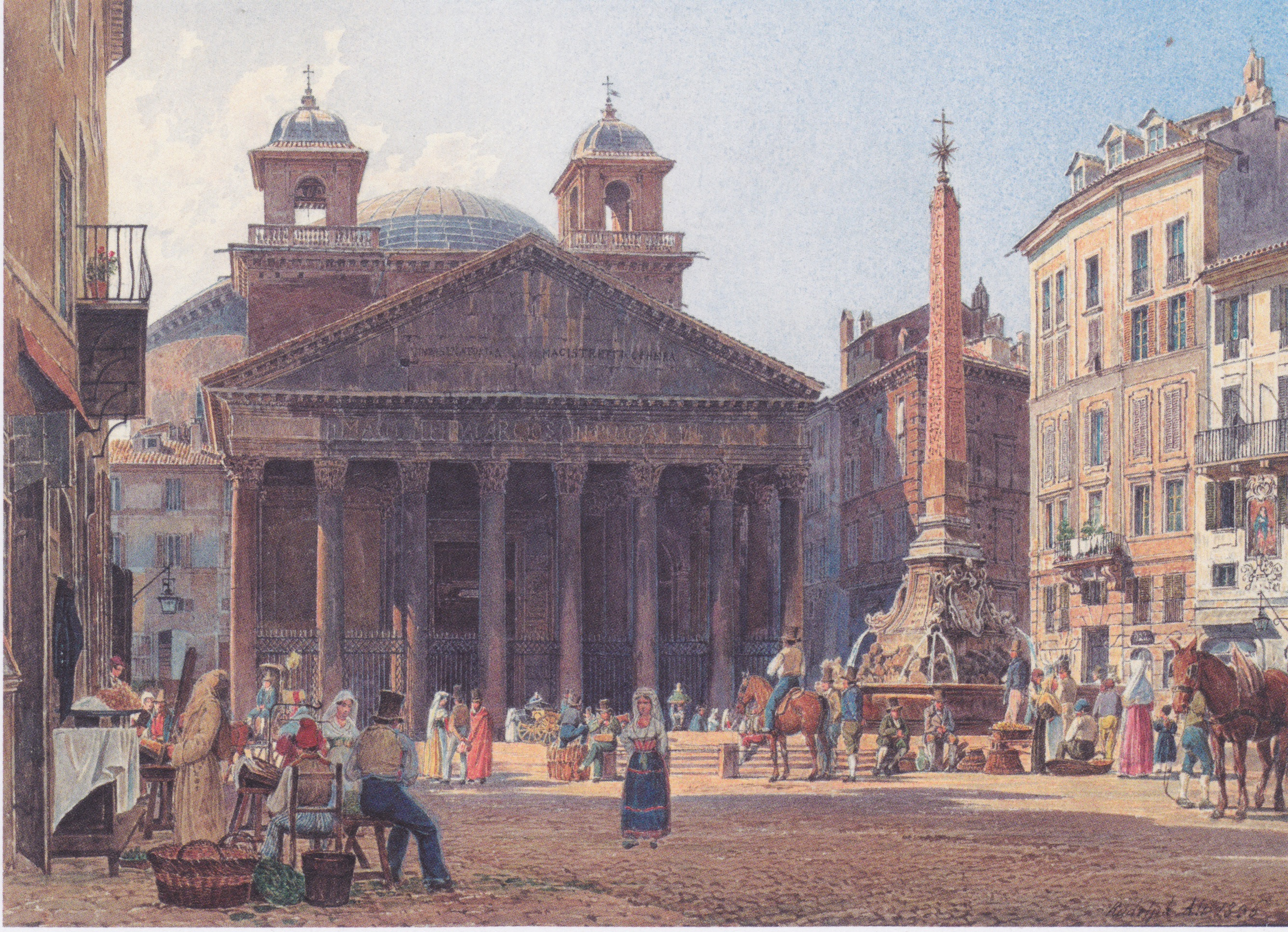

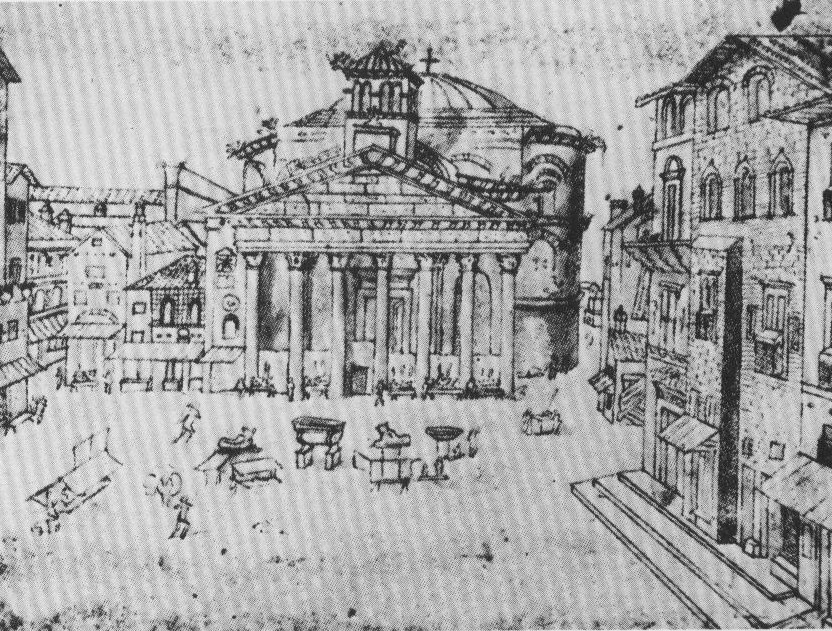

虽然万神庙自古罗马一直矗立至今，但是许多个世纪以来，在其前方的柱子周围，密布着迷宫般的小店铺。教宗恩仁四世（1431-39年）下令拆除这些店铺，开辟了这个广场。 
在19世纪，罗通达广场是著名的禽鸟市场，鸟贩子在此出售鹦鹉，夜鹰，猫头鹰等鸟类。

## 喷泉与方尖碑
在广场的中心是万神庙喷泉（Fontana del Pantheon）和埃及方尖碑。喷泉由教宗额我略十三世委托贾科莫·德拉·波尔塔于1575年建造，方尖碑系1711年由教宗克勉十一世下令迁移至此。